# Heinz Eggebrecht
Heinz Eggebrecht (* 16. Februar 1916 in Oberkaufungen; † 17. Juni 1994 in Berlin) war ein deutscher Oberst und Bezirksverwaltungsleiter des MfS der DDR. Er war von 1962 bis 1971 Leiter der MfS-Bezirksverwaltung Magdeburg.

## Leben
Eggebrecht, Sohn eines Bergmanns, besuchte ein Realgymnasium und wurde kaufmännischer Angestellter. 1937/38 war er als Lagerverwalter im Heereszeugamt in Kassel tätig. 1938 wurde er in die deutsche Wehrmacht eingezogen und kämpfte als einfacher Soldat im Zweiten Weltkrieg. Im Mai 1945 geriet er in US-amerikanische Kriegsgefangenschaft, wurde jedoch schon nach drei Tagen wieder entlassen.
Nach Kriegsende trat Eggebrecht in die KPD ein und wurde 1946 Mitglied der SED. Er war zeitweise als Chemiearbeiter, dann als Lohnbuchhalter in Böhlen tätig. 1946/47 besuchte er einen Neulehrerkurs in Köthen und wurde Grundschullehrer.
Im April 1950 ging Eggebrecht zum MfS und wurde von der Kreisdienststelle Eisleben eingestellt. Im September wechselte er in die Abteilung IX der Länderverwaltung Sachsen-Anhalt in Halle (Saale), zuständig für Untersuchungen. 1952 wechselte er zur Bezirksverwaltung Magdeburg und wurde dort Leiter der gleichen Abteilung. Von 1955 bis 1957 absolvierte er ein Fernstudium an der Deutschen Akademie für Staats- und Rechtswissenschaft „Walter Ulbricht“ (DASR) in Potsdam, machte jedoch nur einen Teilabschluss in Philosophie und Ökonomie. 1960/61 besuchte er die Parteihochschule „Karl Marx“ der SED. Nach einem weiteren Studium an der Hochschule des Ministeriums für Staatssicherheit (JHS) in Potsdam-Eiche wurde er 1968 Diplom-Jurist.
1962 wurde Eggebrecht, als Nachfolger von Reinhold Knoppe, zum Leiter der Bezirksverwaltung Magdeburg des MfS und 1964 zum Oberst befördert. Gleichzeitig war er Mitglied der SED-Bezirksleitung Magdeburg. 1971/72 war er für eine Sonderaufgabe zur Hauptverwaltung A (HVA), dem Auslandsnachrichtendienst der DDR in Ost-Berlin, abkommandiert. Von 1972 bis zu seinem Ruhestand 1982 war Eggebrecht als Offizier im besonderen Einsatz Leiter des zentralen Büros der Sportvereinigung (SV) Dynamo (Nachfolger von Helmut Welz). Am 26. Mai 1974 wurde er auf dem V. Turn- und Sporttag zum Mitglied des Präsidiums des DTSB gewählt. Eggebrecht, Mitglied des Councils der UIPMB, wurde im Februar 1981 auf dem Kongress des Internationalen Verbandes für Modernen Fünfkampf und Biathlon (UIPMB) in Lahti zum Vorsitzenden der neu gebildeten Materialkommission gewählt.

## Auszeichnungen und Ehrungen
- 1966 Vaterländischer Verdienstorden in Bronze und 1976 in Gold
- 1970 Verdienstmedaille der Organe des Ministeriums des Innern in Gold[4]
- 1976 Ehrengeschenk des Ministerrates der DDR (für seine Verdienste beim erfolgreichen Abschneiden der DDR zu den Olympischen Spielen 1976)[5]
- 1980 Orden Banner der Arbeit Stufe I[6]